# Paraphlepsius eburneolus
Paraphlepsius eburneolus är en insektsart som beskrevs av Henry Fairfield Osborn och Amy Lathrop 1923. Paraphlepsius eburneolus ingår i släktet Paraphlepsius och familjen dvärgstritar. Inga underarter finns listade i Catalogue of Life.